# Abbaye Saint-Étienne de Dijon
Pour les articles homonymes, voir Abbaye Saint-Étienne.
L’abbaye Saint-Étienne est une ancienne abbaye, dont des vestiges subsistes dans le centre sauvegardé de Dijon, inscrit depuis le 4 juillet 2015 au patrimoine mondial de l'UNESCO. Elle fut d'abord une collégiale de clercs dépendants de l’évêque de Langres et devint abbaye de chanoines réguliers au commencement du XIIe siècle jusqu'en 1611, date à laquelle le pape Paul V, la rendit de nouveau séculière. Lorsqu'on scinda en 1731 le diocèse de Langres en créant le diocèse de Dijon, elle en devint le siège du chapitre cathédral, jusqu’à la Révolution française, avant qu’il ne soit transféré à la cathédrale Saint-Bénigne en 1792.

## Situation géographique
L’abbaye Saint-Étienne de Dijon se situait dans l’enceinte du castrum de Dijon, à laquelle elle était adossée, au nord-est des limites de la ville ancienne, au niveau de la porte Saint-Étienne, dont les vestiges sont visibles dans le sous-sol du chœur de l’église. Les bâtiments qui composaient l’enceinte de cette abbaye sont en partie détruits. Ne subsistent aujourd’hui que l’ancienne église abbatiale, remaniée au XVIIe siècle, une partie de l’ancien cloitre, et une porte fortifiée du XIVe siècle, ancienne porte d’entrée de l’abbaye, donnant aujourd’hui sur la rue Chabot Charny et qui sert d’entrée à la cour Henri Chabeuf.

## Histoire de l'abbaye
La communauté des chanoines réguliers de Saint-Étienne de Dijon représente un sujet d'étude riche en possibilités ; depuis la vaste Histoire… de l'abbé séculier Claude Fyot de La Marche (1662-1721), l'abbaye Saint-Étienne de Dijon n'a guère fait l'objet de plus amples recherches – hormis la synthèse jamais publiée du chanoine Sébille, écrite au début du XXe siècle. De fait, l'histoire de cette communauté semble occuper, dans la mémoire locale, une place semblable à la situation de l'église dans la ville d'aujourd'hui : discrète et peu remarquée.

### Fondation à partir du Haut Moyen Âge d’une abbaye de clercs séculiers
L’abbaye Saint-Étienne est considérée par de nombreux auteurs, dont l’abbé Claude Fyot, qui publia une histoire de l’abbaye Saint-Étienne de Dijon en 1696, comme le plus ancien site religieux fondé à l’intérieur de l’enceinte du Castrum. Bien qu’une tradition, datant de la fin du Moyen Âge, fasse très hypothétiquement remonter la fondation cette abbaye à l’année 343, on date la fondation d'une première église Saint-Étienne au début du Ve siècle, à l’emplacement de l’actuelle rue Vaillant. À la suite du saccage de Langres, dont dépendait Dijon, plusieurs évêques, s’y installent entre le Ve et le IXe siècle. Trois édifices, aujourd’hui disparus, forment alors un groupe cathédral constitué du l’église épiscopale Saint-Étienne, du baptistère Saint Vincent et d’une chapelle dédiée à la Vierge. L’ensemble est desservi par une communauté de clercs, issus de la cathédrale de Langres et dirigés par un abbé. Cette communauté de chanoines séculiers vit dans le respect de règles inspirées de la tradition apostolique, issues des conciles d’Aix la Chapelle au IXe siècle sur la discipline ecclésiastique, impliquant le partage de ressources et une discipline collective.
Au XIe siècle la puissance croissante de cette communauté permet la reconstruction du complexe monumental de Saint-Étienne, sous l’impulsion de l’abbé Garnier de Mailly. La première église jugée trop modeste devient une église paroissiale sous le vocable de Saint-Médard, jusqu’à sa ruine au XVIIe siècle. Une seconde église Saint-Étienne est construite un peu plus au sud, à l’emplacement de l’actuelle église, sur un plan ambitieux de soixante mètres de longueur, comprenant une nef, un transept et une abside qui franchit les murs du castrum. Cette église est consacrée en 1077.

### Abbaye de chanoines réguliers à partir de 1113
En 1113 les chanoines de l’abbaye Saint-Étienne deviennent des chanoines réguliers en adoptant la règle de Saint-Augustin, qui forge une vie monastique plus stricte, imposant des exigences plus rigoureuses en termes de prière, d’étude et de discipline, une vie strictement communautaire, la pauvreté et le partage intégral des biens. Ils sont dirigés par un abbé régulier et sont toujours placés sous la juridiction directe de l’évêque de Langres.
À la suite de l’incendie qui ravage Dijon et ses faubourgs le 28 juin 1137, on déplora la perte de reliques, vénérées comme celle de Saint-Étienne, une ampoule miraculeuse contenant le sang du saint ainsi qu’un os de sa main, qui était conservées dans la pierre du grand autel de l’église. En 1170 Guichard de Pontigny, archevêque de Lyon, consacra un autel dans la crypte de Saint-Étienne.
A la fin du Moyen Age, comme sa rivale Saint-Bénigne, Saint-Étienne était une abbaye urbaine importante, dotée de nombreuses possessions dans la région ; en outre, l'abbé de Saint-Étienne avait sous son contrôle une partie du réseau paroissial dijonnais et des environs, et détenait depuis le début du XIIe siècle le monopole des marchés de la ville. Au niveau local, l'abbaye était donc l'un des établissements religieux les plus importants de la région, non seulement du fait de ses pouvoirs et de son statut, assez peu représenté en Bourgogne, de communauté de chanoines réguliers, mais encore du fait de son indépendance presque complète par rapport à l'évêché de Langres. L'abbaye accueille des personnes âgées qui lui font don de leurs biens en échange de soins. Le sculpteur des ducs de Bourgogne, Claus Sluter, s’y retire et y meurt en 1406.

### Mise en commende de l’abbaye à partir de 1510
Après l'abbatiat d'Antoine Chambellan (1497-1509), dernier abbé régulier de Saint-Étienne, issu d’une famille de parlementaires dijonnais - fils d’Henri Chambellan, conseiller à la chambre des comptes - l’abbaye fut mise en commende, c’est-à-dire confiée à un abbé qui reçoit directement les revenus de l'abbaye sans nécessairement en assurer la vie communautaire traditionnelle. Claude de Husson, premier abbé commendataire de Saint Etienne, fut élu par les clercs et chanoines de cette abbaye sur recommandation du roi Louis XII et prêta serment le 4 mai 1510. Sur résignation de Claude de Husson, la commende de cette abbaye fut ensuite brièvement attribuée par Louis XII à Francesco Sforza (1491-1511), fils de Jean Galéas Sforza. S’ensuivent une longues liste d’abbés commendataires désigné par le pouvoir royal, qui perçoivent et qui gèrent les revenus de l’abbaye.

### Sécularisation de l’église en 1611
Une bulle du pape Paul V du 26 août 1611 prononce la sécularisation de l'abbaye Saint-Étienne, qui avait été sollicitée par ses clerc. La mise en commende de Saint-Étienne avait rendue difficile le maintien d'une règle régulière pour cette communauté qui n'était plus à proprement parler en congrégation et dont le chef abbé commendataire ne suivait pas les règles religieuses. La règle régulière n'était également plus compatible avec l'activité curiale de l'église Saint-Étienne, qui hébergeait depuis quelques années les paroissiens de Saint-Médard, dont l'église menaçait ruine.
À la suite d'André Frémiot, puis de son neveu Jacques de Nuchèze, Claude Fyot est nommé abbé commendataire de Saint-Étienne le 4 mai 1662. C'est son son abbatiat que les voutes de la nef de l'église s'écroule en 1671, nécessitant la reconstruction de l'édifice, dans l'état dans lequel nous le connaissons aujourd'hui. Claude Fyot meurt en 1621, alors que l'architecte Martin de Noiville achève la reconstruction de la nouvelle façade.

### Siège du chapitre cathédral de 1731 à 1792
Sous l'épiscopat de Pierre de Pardaillan de Gondrin, dit d'Antin, les bourgeois de Dijon obtiennent en 1731, grâce au crédit du prince de Condé, la réalisation d'un projet qu'ils soutenaient depuis deux siècles: l'érection de leur ville en siège épiscopal. À la création du diocèse de Dijon c'est l'église Saint-Étienne récemment restaurée qui devient le siège du chapitre cathédral. Elle perd toutefois ce titre d'église cathédrale au profit de Saint-Bénigne en 1792 et est désaffectée au lendemain de la Révolution.

## Architecture

### L'église abbatiale

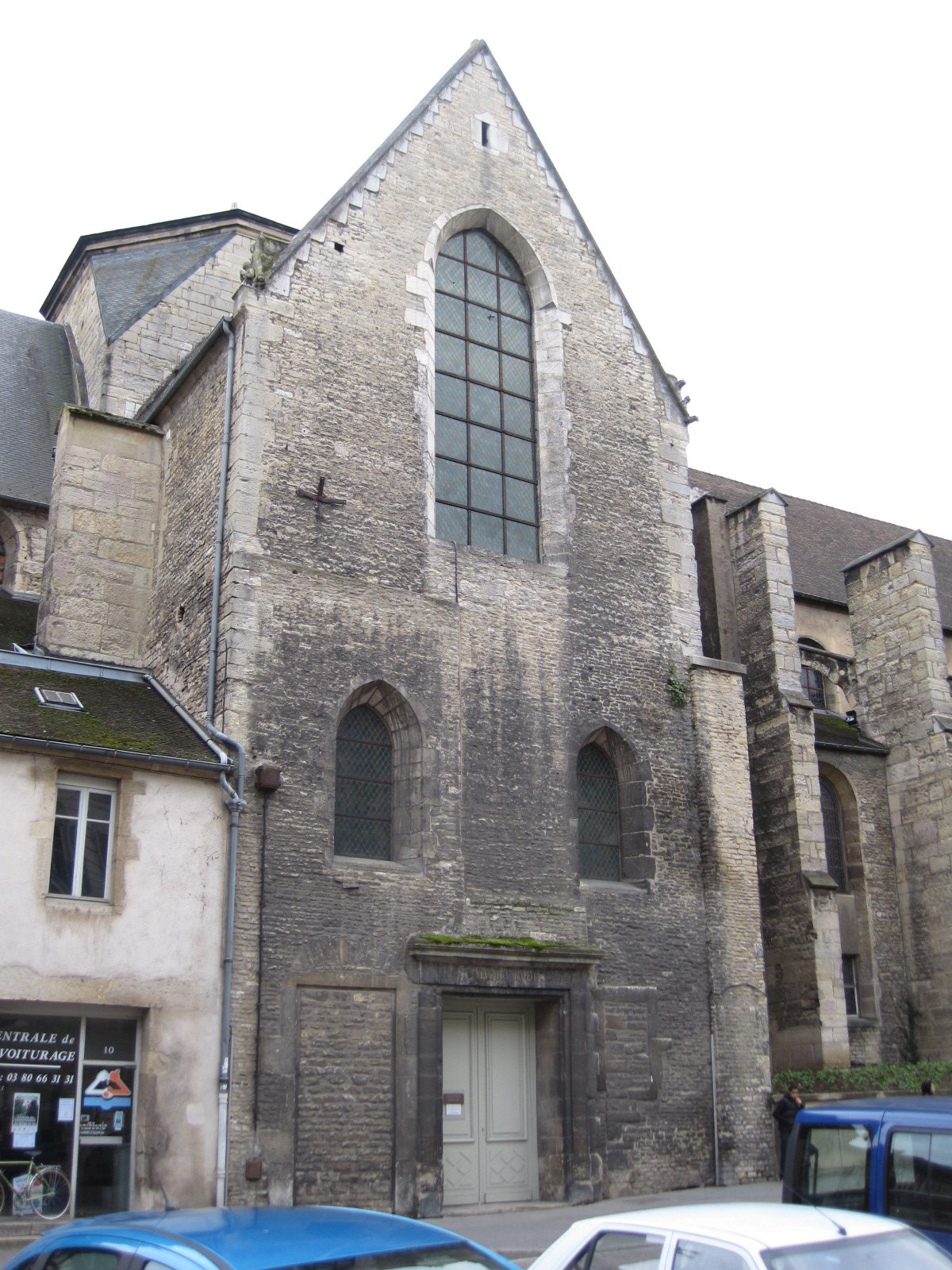
Le musée Rude fondé en 1947 dans le transept et le Chœur (architecture) de l'ancienne église Saint-Étienne de Dijon.

L'église Saint-Étienne telle qu'elle subsiste aujourd'hui date de la dernière campagne de restauration médiévale au XVe siècle et a été restaurée au XVIIe siècle, partiellement sous l'abbatiat de Claude Fyot, à la suite de l'incendie de 1686. Sa façade actuelle est de style jésuite est du XVIIIe siècle. Elle fait l’objet d’un classement au titre des monuments historiques par la liste de 1862. Désaffectée depuis la révolution, sa nef accueille aujourd'hui une bibliothèque municipale, ainsi que des services culturels, depuis le déménagement en 2007 de la chambre de commerce et d'industrie de Dijon et son transept abrite le musée Rude consacré au sculpteur François Rude (1784-1855).

## Abbés
- 1157-? : Herbert
- 1452 : Jean Rolin, cardinal[12]
- 1662-1721 : Claude Fyot de La Marche, né à Dijon le 6 octobre 1630, et mort le 17 avril 1721, auteur d'une histoire de l'abbaye parue en 1696[13]. Il fut aidé dans la rédaction de cet ouvrage, par le père André, carme de Besançon, natif de Remiremont et mort à Besançon en 1713. Il est le grand-oncle du premier président au parlement de Dijon en 1767.
- 1685: Nicolas Le Compasser de Courtivron, grand-prieur, et seigneur temporel de Moloy[14]